# Médaille de la Ville de Québec
La médaille de la Ville de Québec est remise annuellement à l'occasion de la fête de la fondation de Québec.

## Lauréats

### Années 1990
- 1996 - Yvan Caron, ancien président de la Fédération des caisses populaires Desjardins
- 1997 - Alex Légaré, président du Tournoi international de hockey pee-wee de Québec
- 1998 - Françoise Gamache-Stanton, engagée dans des mouvements pour l’avancement des femmes
- 1999 - Gérard Thibault, considéré comme l’âme du spectacle de cabaret à Québec

### Années 2000
- 2000 - Monique Duval, journaliste
- 2001 - Maurice Tanguay, homme d'affaires de Québec
- 2002 - Jean-G. Couture, professeur émérite de chirurgie à l'Université Laval
- 2003 - Mary Schaefer Lamontagne, citoyenne engagée dans plusieurs œuvres sociales
- 2004 - France Gagnon Pratte, une femme engagée dans la sauvegarde du patrimoine
- 2005 - Jean-Robert Leclerc, un homme d'affaires
- 2006 - Cyril Simard, architecte, designer et ethnologue
- 2007 - Eugen Kedl, photographe[1]
- 2008 - 5 médailles :
  - Gilles Lamontagne, maire de Québec de 1965 à 1977,
  - Jean Pelletier, maire de Québec de 1977 à 1989,
  - Jean-Paul L'Allier, maire de Québec de 1989 à 2005,
  - Andrée P. Boucher, mairesse de Québec de 2005 à 2007 et
  - Céline Dion, interprète internationale ayant lancé sa carrière à Québec
- 2009 - François Alabrune, consul de France en fonction à Québec entre 2004 et 2009[2]

### Années 2010
- 2010 - 4 médailles :
  - Gilles Kègle, L'infirmier de la rue, bénévole et fondateur de la Fondation Gilles-Kègle
  - André Mignault, fondateur de Moisson Québec
  - Sœur Simone Voisine, membre de la communauté des Sœurs de la Charité, travaille en éducation et est responsable de la soupe populaire Haute-Ville[3]
  - Richard M. Daley, maire de Chicago, membre du conseil d'administration de l'Alliance des villes des Grands lacs et du Saint-Laurent[4]
- 2011 - Robert Lepage, artiste multidisciplinaire[5]
- 2012 - Patrick Roy, ancien gardien de buts de Ligue nationale de hockey et entraîneur des Remparts de Québec
- 2013 - Michel Dallaire, promoteur immobilier
- 2014 - 2 lauréats :
  - Christiane Germain, femme d'affaires
  - YMCA de Québec
- 2015 - 2 lauréats :
  - Jean-Guy Paquet, scientifique et recteur de l'Université Laval de 1977 à 1987
  - Œuvres Jean Lafrance
- 2016 - Sœur Lise Tanguay, supérieure générale de la Fédération des Augustines du Québec
- 2017 - 3 lauréats[6]
  - Coopérative de solidarité SABSA
  - Gisèle Pettigrew, Directrice du Centre musical Unison
  - Richard Drouin, Avocat
- 2018 - 3 lauréats[7] :
  - Claire et Gilles Jolicoeur
  - Institut canadien de Québec
  - Fondation Maurice Tanguay
- 2019 - 3 lauréats[8] : 
  - Yvette Michelin, flécherande, auteure et médiatrice en patrimoine vivant
  - Abbé Jean-Marie Brochu, fondateur de l’œuvre Le Noël du Bonheur
  - John Porter, Historien de l'art, Muséologue et Administrateur

### Années 2020
- 2020 - 3 lauréats[9]
  - Rolande Fillion, fondatrice de la Ludothèque de Sainte-Foy
  - Andy Sheldon, scientifique en pharmaceutique
  - Jean St-Gelais, hommes d'affaires dans le monde de l'assurance
- 2022 - 4 lauréats[10]
  - Anne-Marie Olivier, Elle a assuré la codirection générale et la direction artistique du Théâtre du Trident de 2013 à 2022.
  - Godelieve de Konninck, Orthopédagogue
  - Peter Simons, Homme d'affaires, Propriétaire de La Maison Simons
  - Robert Dubreuil, patineur de vitesse et Directeur-général de Patinage de vitesse Québec
- 2023 - 4 lauréats[11]
  - Famille Vézina,Suzanne Gagnon, Daniel, Laurie, Raphaêl Vézina, cuisiniers
  - Glen Constantin, entraineur du Rouge et Or Football
  - Larry Hodgson, horticulteur, jardinier, communicateur horticole
  - Marie-Ginette Guay, comédienne, metteuse en scène, directrice artistique
- 2024
  - Steve Barakatt, Compositeur, pianiste, producteur de musique, directeur de création, entrepreneur et philanthrope
  - Sandra Lambert, secteur social, Organisme Laura Lémerveil
  - Michel Laplante, lanceur, Gérant, Directeur-Gérant, Président des Capitales de Québec.
  - Charlyne Ratté, Présidente, propriétaire Groupe Pneus Ratté.